# La primula rossa del Sud
La primula rossa del Sud (The Vanquished) è un film del 1953 diretto da Edward Ludwig.
È un western statunitense ambientato poco dopo la fine della guerra civile con John Payne, Jan Sterling, Coleen Gray e Lyle Bettger.

## Produzione
Il film, diretto da Edward Ludwig su una sceneggiatura di Lewis R. Foster, Winston Miller e Frank L. Moss e un soggetto di Karl Brown, fu prodotto da William H. Pine e William C. Thomas per la Paramount Pictures e la Pine-Thomas Productions e girato nei Paramount Studios a Hollywood, Los Angeles, California, dall'inizio di agosto all'inizio di settembre 1952. Per interpretare il protagonista, era stato preso in considerazione dalla produzione John Wayne.

## Distribuzione
Il film fu distribuito con il titolo The Vanquished negli Stati Uniti dal 3 giugno 1953 al cinema dalla Paramount Pictures.
Altre distribuzioni:
- in Turchia nel 1954 (Sehir kaplani)
- in Finlandia il 1º gennaio 1954
- in Svezia l'8 marzo 1954
- in Danimarca il 17 gennaio 1955 (Frihedshelten)
- in Portogallo il 6 giugno 1955 (Sangue do Sul)
- in Germania Ovest il 23 settembre 1955 (Geknechtet)
- in Francia il 26 ottobre 1955 (La ville sous le joug)
- in Austria nel gennaio del 1956 (Geknechtet)
- negli Stati Uniti nel 1962 (redistribuzione)
- in Belgio (La révolte des maudits)
- in Brasile (Epílogo de Sangue)
- in Spagna (Los vencidos)
- in Grecia (O aetos tou Notou)
- in Italia (La primula rossa del Sud)

## Critica
Secondo il Morandini il film è un "mediocre e prevedibile pseudowestern sudista".